# Unité urbaine de Bagnols-sur-Cèze
L'unité urbaine de Bagnols-sur-Cèze est une unité urbaine française centrée sur Bagnols-sur-Cèze, ville du Gard au cœur de la troisième agglomération du département. 

## Données générales
En 2010, selon l'INSEE, l'unité urbaine de Bagnols-sur-Cèze était composée de quatre communes, toutes situées dans l'arrondissement de Nîmes, une des subdivisions administratives du département du Gard.
En 2020, l'Insee a procédé à une révision des délimitations des unités urbaines  de la France ; celle de Bagnols-sur-Cèze est composée de cinq communes urbaines, soit une de plus qu'en 2010, la commune de Laudun-l'Ardoise.
En 2022, avec 29 094 habitants, elle représente la 3e unité urbaine du département du Gard, se positionnant après les unités urbaines de Nîmes (1er rang départemental et préfecture du département) et d'Alès (2e rang départemental) et avant celle d'Avignon en considérant cette unité urbaine uniquement dans la partie gardoise où les villes des Angles et de Villeneuve-lès-Avignon comptent 21 644 habitants en 2022. Elle occupe le 19e rang dans la région Occitanie
En 2022, sa densité de population s'élève à 300 hab/km2. Par sa superficie, elle représente 1,66 % du territoire départemental et, par sa population, elle regroupe 3,81 % de la population du département du Gard.

## Composition 2020 de l'unité urbaine
Elle est composée des 5 communes suivantes :
| Nom                             | Code Insee | Département | Statut       | Superficie (km2) | Population (dernière pop. légale) | Densité (hab./km2) | Modifier                                    |
| ------------------------------- | ---------- | ----------- | ------------ | ---------------- | --------------------------------- | ------------------ | ------------------------------------------- |
| Bagnols-sur-Cèze (ville-centre) | 30028      | Gard        | ville-centre | 31,37            | 18 124 (2022)                     | 578                | modifier les données · modifier les données |
| Laudun-l'Ardoise                | 30141      | Gard        | banlieue     | 34,19            | 6 673 (2022)                      | 195                | modifier les données · modifier les données |
| Orsan                           | 30191      | Gard        | banlieue     | 6,90             | 1 197 (2022)                      | 173                | modifier les données · modifier les données |
| Saint-Nazaire                   | 30288      | Gard        | banlieue     | 6,68             | 1 297 (2022)                      | 194                | modifier les données · modifier les données |
| Tresques                        | 30331      | Gard        | banlieue     | 17,90            | 1 803 (2022)                      | 101                | modifier les données · modifier les données |

## Évolution démographique
| 1968   | 1975   | 1982   | 1990   | 1999   | 2010   | 2015   | 2022   |
| ------ | ------ | ------ | ------ | ------ | ------ | ------ | ------ |
| 22 846 | 23 799 | 25 001 | 26 006 | 27 106 | 28 054 | 28 406 | 29 094 |

#### Données générales
- Unité urbaine en France
- Aire d'attraction d'une ville
- Liste des unités urbaines de France

#### Données démographiques en rapport avec l'unité urbaine de Bagnols-sur-Cèze
- Aire d'attraction de Bagnols-sur-Cèze
- Arrondissement de Nîmes

#### Données démographiques en rapport avec le Gard
- Démographie du Gard